# Appearing Nightly
Albums de Carla Bley
The Lost Chords
(2004) The Lost Chords find Paolo Fresu
(2007)
Appearing Nightly est un album live de la pianiste et compositrice de jazz américaine Carla Bley, accompagnée de son « remarquable big band », sorti en 2008 chez Watt/ECM.
En 2009, l'album est élu « meilleure sortie de l'année » par la Jazz Journalists Association (en),.

## À propos de la musique

### Description
Pendant cinq ans, Carla Bley n'avait pas publié d'album avec son big band, le précédent étant Looking for America (2003). Elle s'est concentrée sur ses Lost Chords dont on entend les musiciens ici : Andy Sheppard, Steve Swallow et Billy Drummond (en). Les autres musiciens du groupe sont des habitués de la musique de Bley. Le big band est composé de quatre trompettes, quatre trombones, cinq saxophones, avec la fille de Bley Karen Mantler à l'orgue.
Appearing Nightly est enregistré au New Morning à Paris, lors de deux soirées de juillet 2006.
La pochette évoque un disque des années 1950, et la musique, tout en s'inscrivant dans la lignée du travail de Bley, fait écho à cette époque, notamment en citant des mélodies issues du Great American Songbook. Bley a d'ailleurs travaillé dans les vestiaires de clubs de jazz pendant cette époque, où elle a pu entendre les plus grands musiciens. Les compositions présentent une certaine simplicité dans les mélodies et dans le jeu de la section rythmique, pendant que la section de cuivres est particulièrement aventureuse.

### À propos des morceaux
Greasy Gravy et Awful Coffee forment une suite en deux parties, commandée par l'Orchestra Jazz della Sardegna dans le cadre d'un festival consacré à la dinner music,. Bley y cite six morceaux dont le titre fait référence à la nourriture, notamment Salt Peanuts ou Hey Pete, Let’s Eat Mo’ Meat de Dizzy Gillespie, ainsi que Life is Just a Bowl of Cherries, Hey Pete, Let’s Eat More Meat et Tea for Two. Greasy Gravy est inspiré par Pretty Baby (en) ; dans son solo Bley cite Watermelon Man de Herbie Hancock. Awful Coffee peut évoquer Duke Ellington ou Stan Kenton.
La longue suite Appearing Nightly at the Black Orchid est une commande du Monterey Jazz Festival, inspirée par les clubs et les big band des années 1950. Bley rend hommage aux compositeurs de Tin Pan Alley dans son solo, citant Someone to Watch Over Me (en). Bley se souvient de son premier et dernier engagement en tant que pianiste de bar, dans un club de Monterey, le Black Orchid, alors qu'elle avait 17 ans : les titres des sections y font référence (« 40 bon, 20 à côté », « Deuxième round », « Qu'est-ce que vous aimeriez entendre ? » et « Dernier appel »). Ce morceau est un des « plus inventifs » qu'a entendu le critique Brad Walseth.
Someone to Watch cite deux mesures de Someone to Watch Over Me (en) de George Gershwin, morceau auquel le titre fait référence. Il entremêle différentes lignes mélodiques, dans un contrepoint tortueux et des harmonies élaborées. Lew Soloff (en) fait un break de près d'une minute.
I Hadn't Anyone Till You est une composition de Ray Noble.

## Réception critique
La presse accueille très favorablement l'album. Pour Budd Kopman (All About Jazz), « la musique est un mélange unique et très efficace d'arrangements complexes avec des tempi et des sons changeants, maniés avec aisance par un groupe impressionnant et avec plus qu'assez de place pour des solos formidables. […] Bley réussit à incarner musicalement son passé et son amour pour cette musique avec son humour et sa bonne humeur ». Pour Thom Jurek (AllMusic), c'est un disque qui « demande plusieurs écoutes approfondies pour repérer toutes les citations. Mais en vérité, la musique est tellement plaisante que l'on s'oublie dans l'écoute sans chercher à repérer les clins d'œil ». Pour John Fordham (The Guardian), « l'oreille impeccable [de Carla Bley] capte l'audace et l'éloquence spontanée des big bands à la Count Basie, qu'elle a entendu adolescente à New York dans les années 1950 ». Pour John Kelman (All About Jazz), « comme toujours, Bley s'appuie sur ses forces en tant que pianiste non virtuose […] avec une étonnante capacité à accomplir beaucoup avec très peu ». Pour L'Avenir, « Carla Bley mène son grand orchestre avec la maestria d'un Gil Evans ou d'un Duke Ellington ».
Pour Brad Walseth (Jazz Chicago), l'écoute Appearing Nightly « procure plusieurs niveaux de plaisirs ».
Tyran Grillo est un peu moins enthousiaste : « aussi louable que soit cet effort, ce n'est pas cet album que je recommanderais pour faire découvrir le travail de Bley, car les subtilités de cet album peuvent perdre ceux qui ne sont pas familiers avec son univers ».

## Liste des pistes
| No | Titre | Musique    | Durée |
| -- | --- | ---------- | ----- |
| 1. | Greasy Gravy                                                                                                   | Carla Bley | 8:50  |
| 2. | Awful Coffee                                                                                                   | Carla Bley | 6:11  |
| 3. | Appearing Nightly at the Black Orchid - 40 On/20 Off - Second Round - What Would You Like To Hear? - Last Call | Carla Bley | 25:23 |
| 4. | Someone to Watch                                                                                               | Carla Bley | 5:56  |
| 5. | I Hadn't Anyone Till You (en)                                                                                  | Ray Noble  | 7:38  |

## Musiciens
- Carla Bley : piano
- Earl Gardner, Lew Soloff (en), Florian Esch : trompette
- Beppe Calamosca, Gary Valente, Gigi Grata : trombone
- Richard Henry : trombone basse
- Roger Jannotta : saxophone soprano et alto, flûte
- Wolfgang Puschnig : alto saxophone, flute
- Andy Sheppard, Christophe Panzani : saxophone ténor
- Julian Argüelles (en) : saxophone baryton
- Karen Mantler : orgue
- Steve Swallow : guitare basse
- Billy Drummond (en) : batterie